# بروبروو
بروبروو (به آلمانی: Bröbberow) یک شهر در آلمان است که در Rostock District واقع شده‌است. بروبروو ۵۰۴ نفر جمعیت دارد.

## نگارخانه

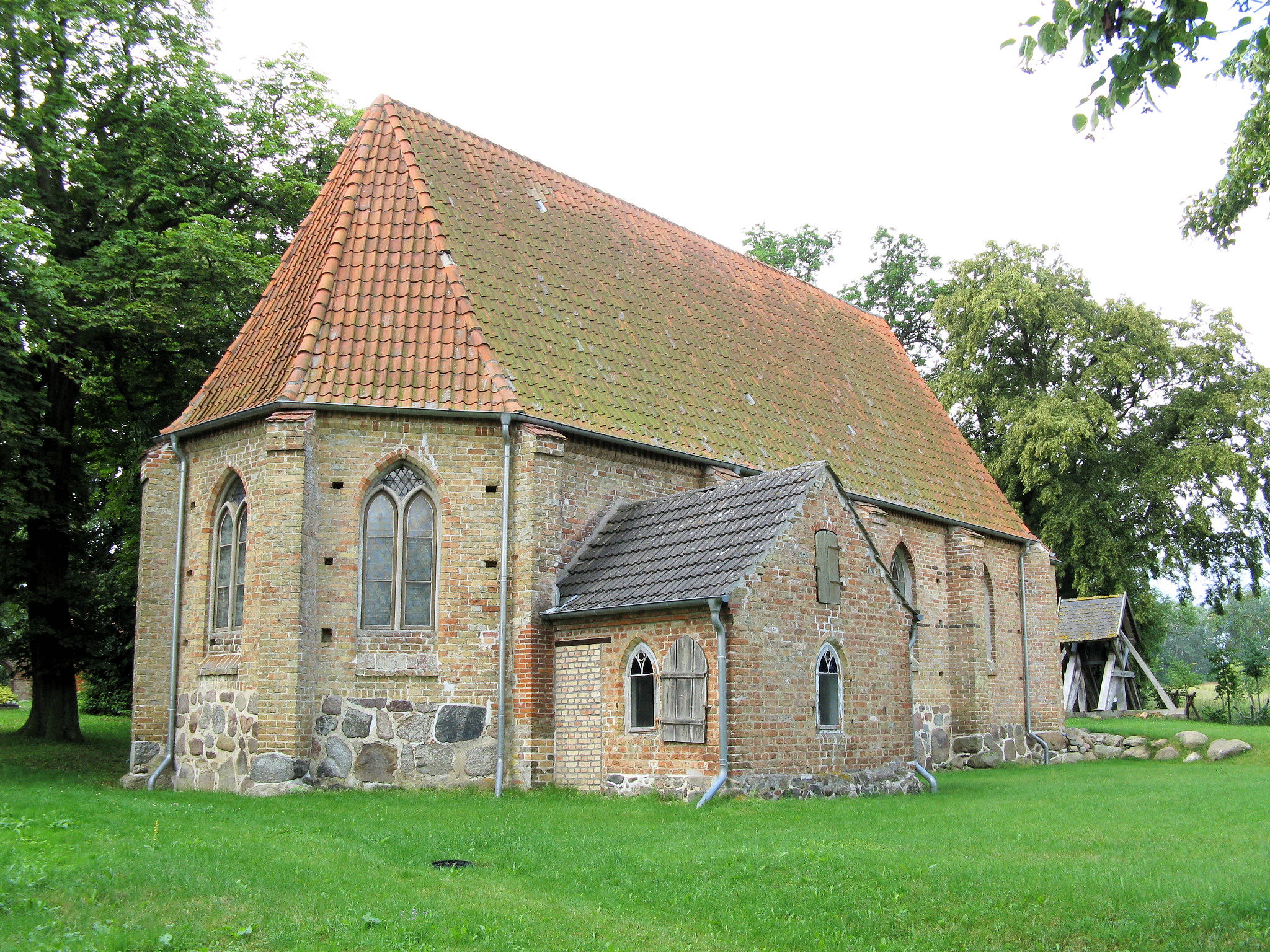